# Marzouk Al-Otaibi
Marzouk Al-Otaibi (en árabe: مرزوق العتيبي‎; Arabia Saudita; 7 de noviembre de 1975) es un exfutbolista de Arabia Saudita que jugaba en la posición de delantero.

## Carrera

### Club
| Periodo   | Club                |
| --------- | ------------------- |
| 1997–2000 | Al-Shabab FC        |
| 2000–2007 | Ittihad FC          |
| 2001      | → Riffa SC (cedido) |
| 2007–2008 | Al-Nassr            |
| 2008–2010 | Al-Wehda Mecca      |
| 2010      | Al-Jabalain Club    |
| 2010–2011 | Al-Watani Club      |
| 2011–2012 | Al-Markhiya SC      |
| 2012–2013 | Al Rabea            |
| 2013–2014 | Al-Najmah SC        |

### Selección nacional
Jugó para Arabia Saudita en 36 ocasiones de 1999 a 2004 y anotó 12 goles; participó en dos ediciones de la Copa Asiática y en la Copa FIFA Confederaciones 1999, de la que fue uno de los goleadores del torneo.

## Logros

### Club
- Liga Profesional Saudí: 3

2001, 2003, 2007
- Liga de Campeones de la AFC: 2

2004, 2005
- Liga de Campeones Árabe: 2

1999, 2005

### Individual
- Goleador de la Copa FIFA Confederaciones 1999.